# Couple (droit et sociologie)
Pour les articles homonymes, voir Couple.
Vous pouvez aider à l'améliorer ou bien discuter des problèmes sur sa page de discussion.
- Son contenu est peut-être sujet à caution et doit absolument être sourcé. Si vous connaissez le sujet traité ici, vous pouvez le retravailler à partir de sources pertinentes en utilisant notamment les notes de bas de page. (Marqué depuis janvier 2020)
- Il adopte un point de vue régional ou culturel particulier et nécessite une internationalisation. (Marqué depuis janvier 2020)
- Son titre n'est pas conforme aux conventions de Wikipédia. Renommez l'article pour que son titre décrive précisément et brièvement le sujet traité en respectant ces conventions. (Marqué depuis janvier 2020)
- Il n'a pas de sujet précis, ce que le premier principe fondateur de Wikipédia exige. (Marqué depuis janvier 2020)

- Archive Wikiwix
- Bing
- Cairn
- DuckDuckGo
- E. Universalis
- Gallica
- Google
- G. Books
- G. News
- G. Scholar
- Persée
- Qwant
- (zh) Baidu
- (ru) Yandex
- (wd) trouver des œuvres sur Wikidata

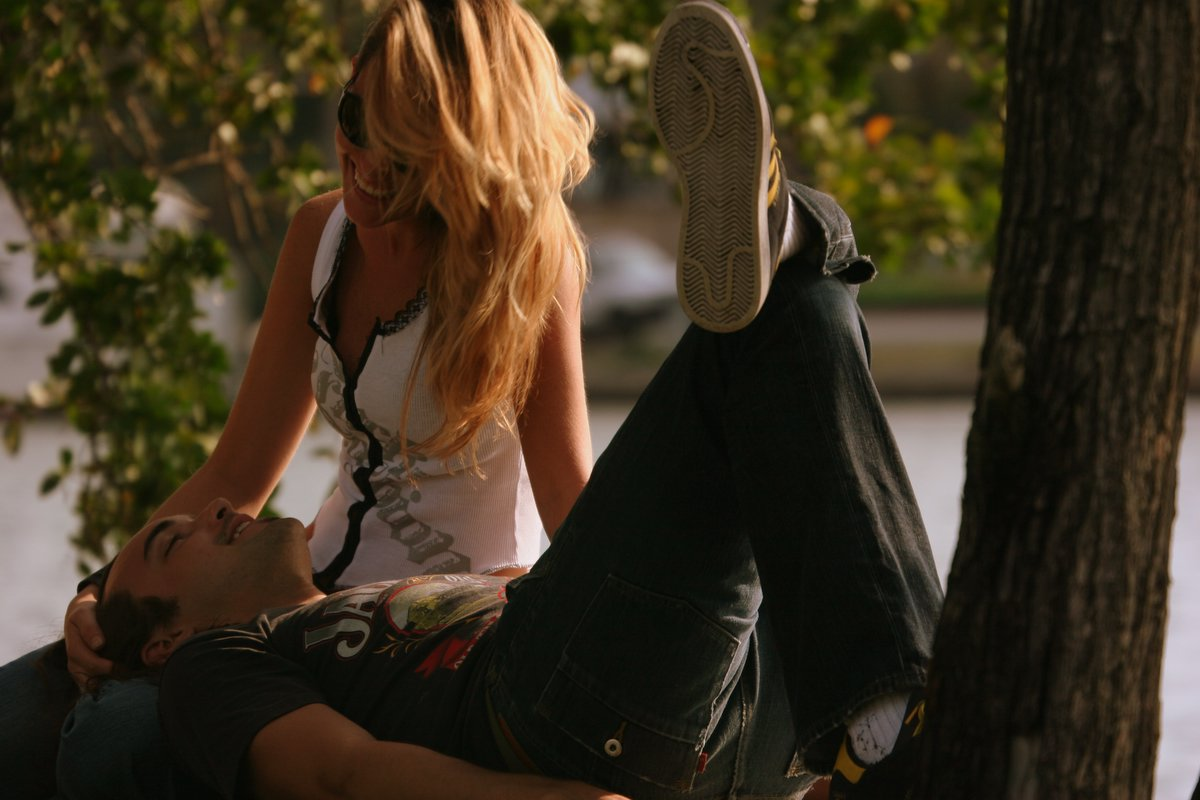
Un couple hétérosexuel.

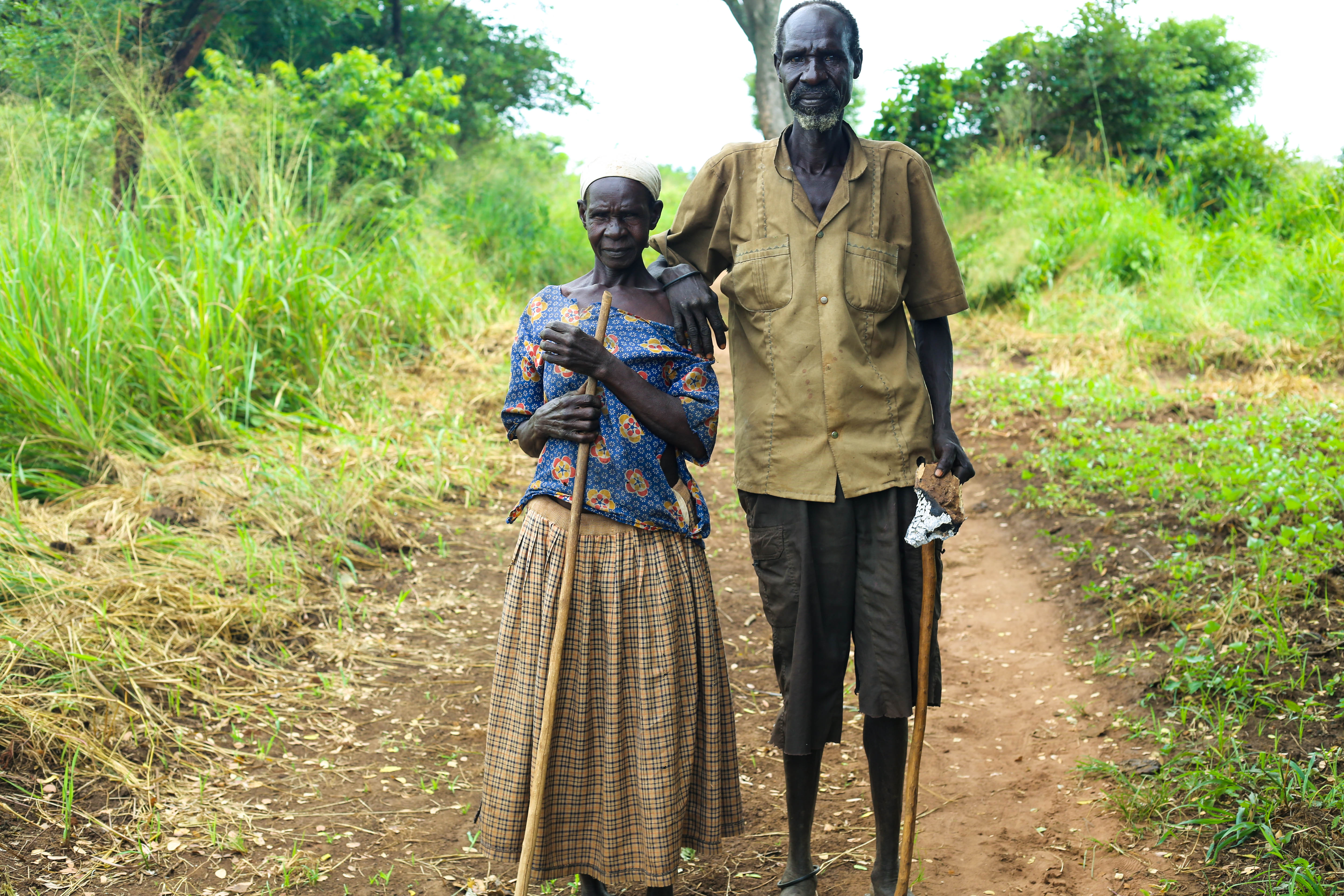
Un couple en Ouganda.

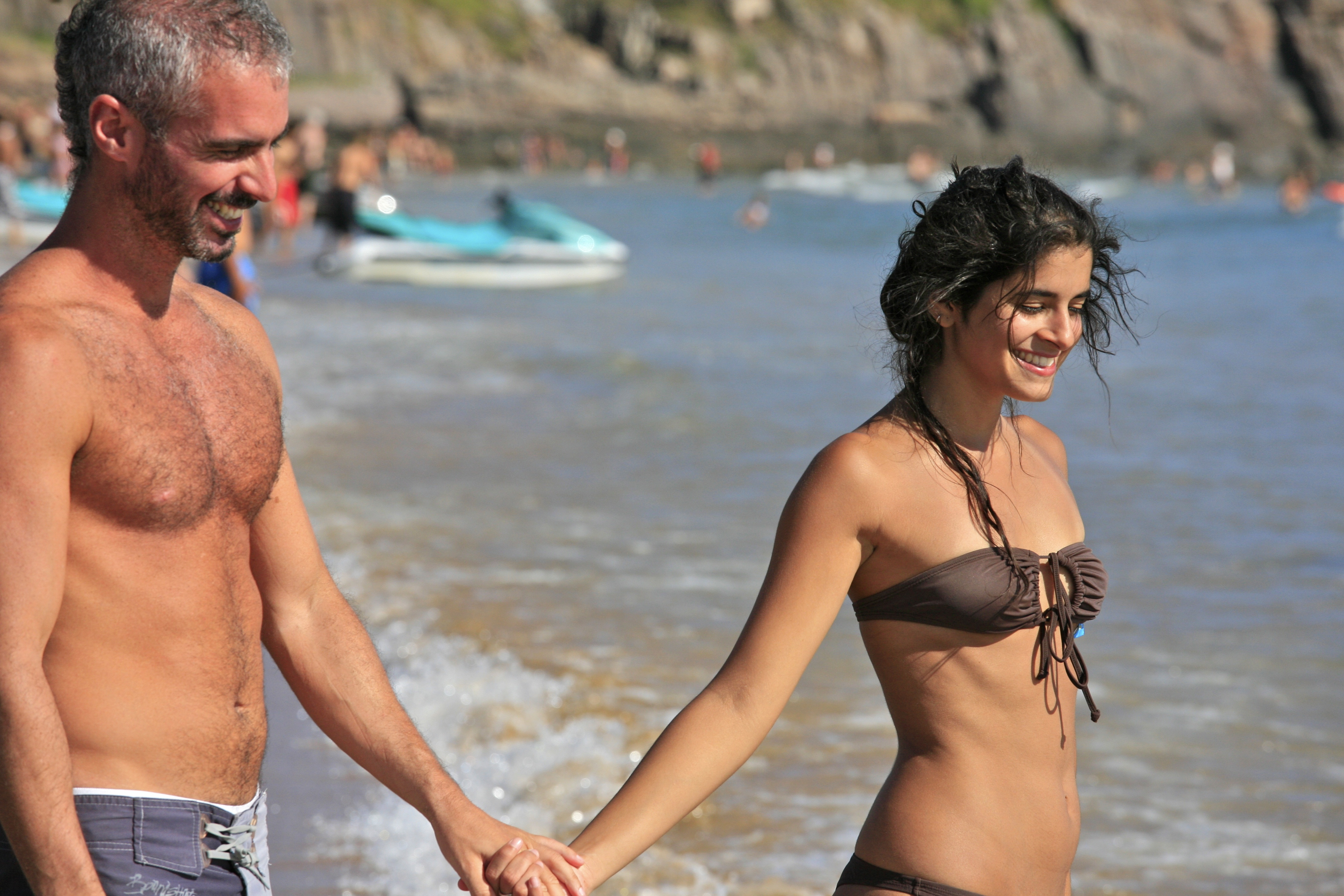
Un couple sur la plage de Punta del Este en Uruguay.

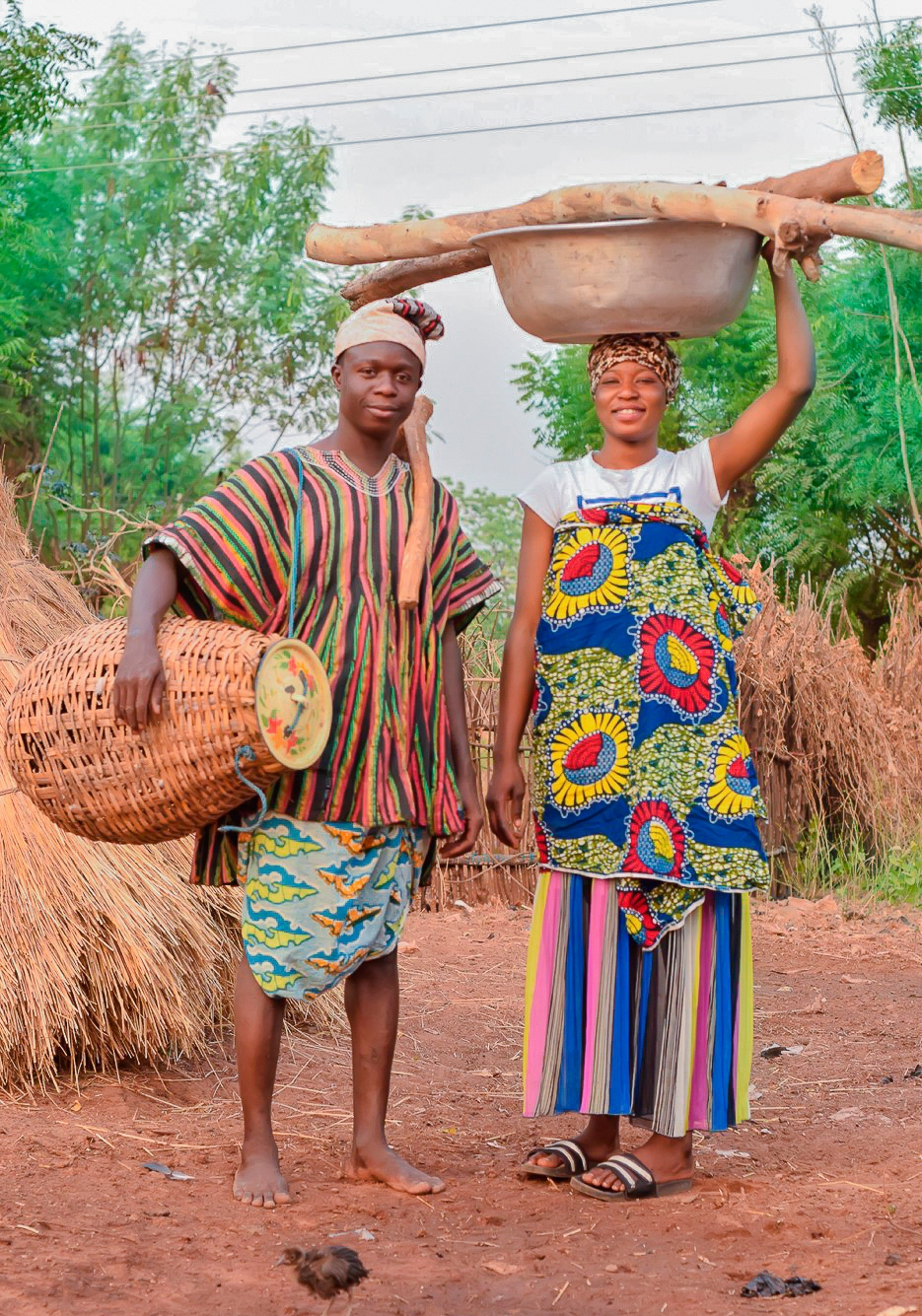
Un couple Dagomba au nord du Ghana.

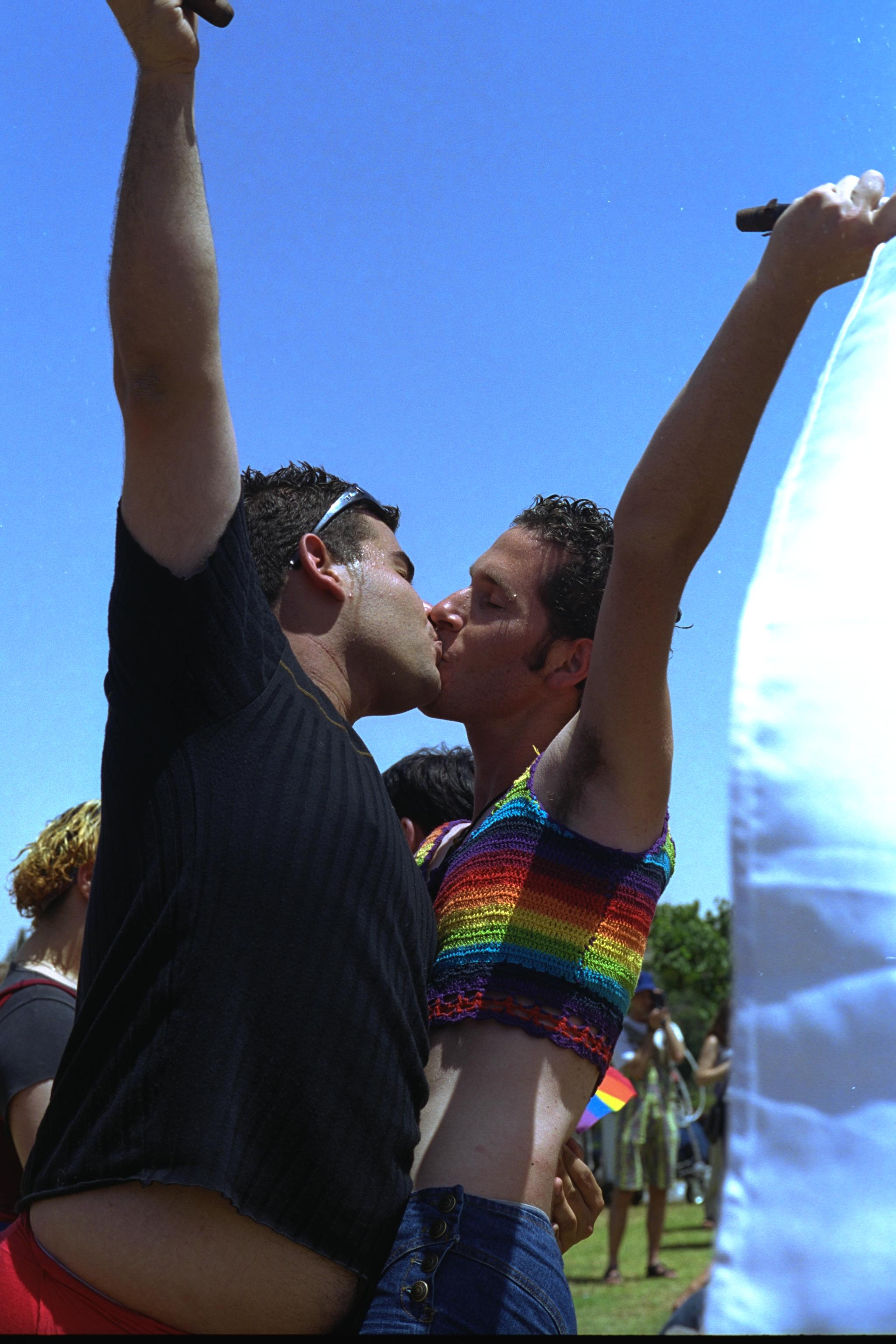
Un couple homosexuel masculin.

Un couple en sciences sociales est une entité sociale formée de la relation entre deux personnes.

## Généralités
Une dyade peut se faire sous forme de :
- mariage ;
- pacte civil de solidarité (PACS) ;
- partenariat enregistré ;
- concubinage ;
- union libre (sans effet de droit) ;

et dont chacun des deux partenaires estime qu'il faille informer l'autre en cas de rupture.
Cette union peut se faire sous forme exogamique ou endogamique.

## Champs d'études des relations de couple
La psychologie clinique étudie les relations de couples. Les scènes de la vie conjugale, plus ou moins problématiques, sources éventuelles de souffrance, sont analysées. « Fini le temps du couple marié complémentaire, indissoluble monstre hybride à deux têtes ».
Les sciences sociales étudie le couple en tant qu'institution sociale, dyade, formation sociale, et en analysent l'émergence et les diverses facettes de son existence,.

## Formation d'un couple
Selon Michel Bozon, la formation d'un couple est liée à l'attraction interpersonnelle. Elle répond à divers déterminismes sociaux : homogamie sociale (profession et catégorie socioprofessionnelle, identité de groupe), confession religieuse, proximité spatiale et temporelle.

## Définitions
L'INSEE distingue trois définitions du couple :
1. Couple au sens de vie en couple, lors du recensement de la population[5] : "Une personne vit en couple si, âgée de 14 ans ou plus, elle répond oui à la question "vivez-vous en couple ?". Cette question, introduite dans le bulletin de recensement depuis 2004, n'impose aucune condition concernant l'état matrimonial légal ou le conjoint (celui-ci peut vivre ou non dans le même logement, être ou non de sexe différent…)."
2. Couple, au sens des enquêtes auprès des ménages[6] : Un couple est composé de deux personnes de 15 ans ou plus, habitant le même logement et déclarant actuellement être en couple, quel que soit leur état matrimonial légal (qu'ils soient donc mariés ou non).
3. Couple au sein d'un ménage (recensement de la population)[7] : "le couple au sein d'un ménage correspond à un ensemble formé de deux personnes de 18 ans ou plus sauf exception, qui partagent la même résidence principale et qui répondent à au moins l'un des critères suivants : ils déclarent tous les deux vivre en couple ou être mariés, pacsés ou en union libre. Les couples ainsi constitués à partir des réponses au questionnaire du recensement sont des couples de fait. Cette définition est utilisée dans certaines exploitations statistiques du recensement pour étudier la composition des familles au sein d'un logement, et notamment des familles avec enfant(s)".

En 2011, en France métropolitaine, parmi les 47,8 millions de personnes majeures, 66,4 % sont en couple, 18,4 % ont été en couple par le passé mais ne le sont plus, et 15,2 % ne l’ont jamais été.
En 2011, 31 754 000 personnes majeures vivaient en couple, dont 23 202 000 étaient mariées (73 %), 1 383 000 pacsés (4 %), et 7 160 000 en union libre (23 %).